# Torki

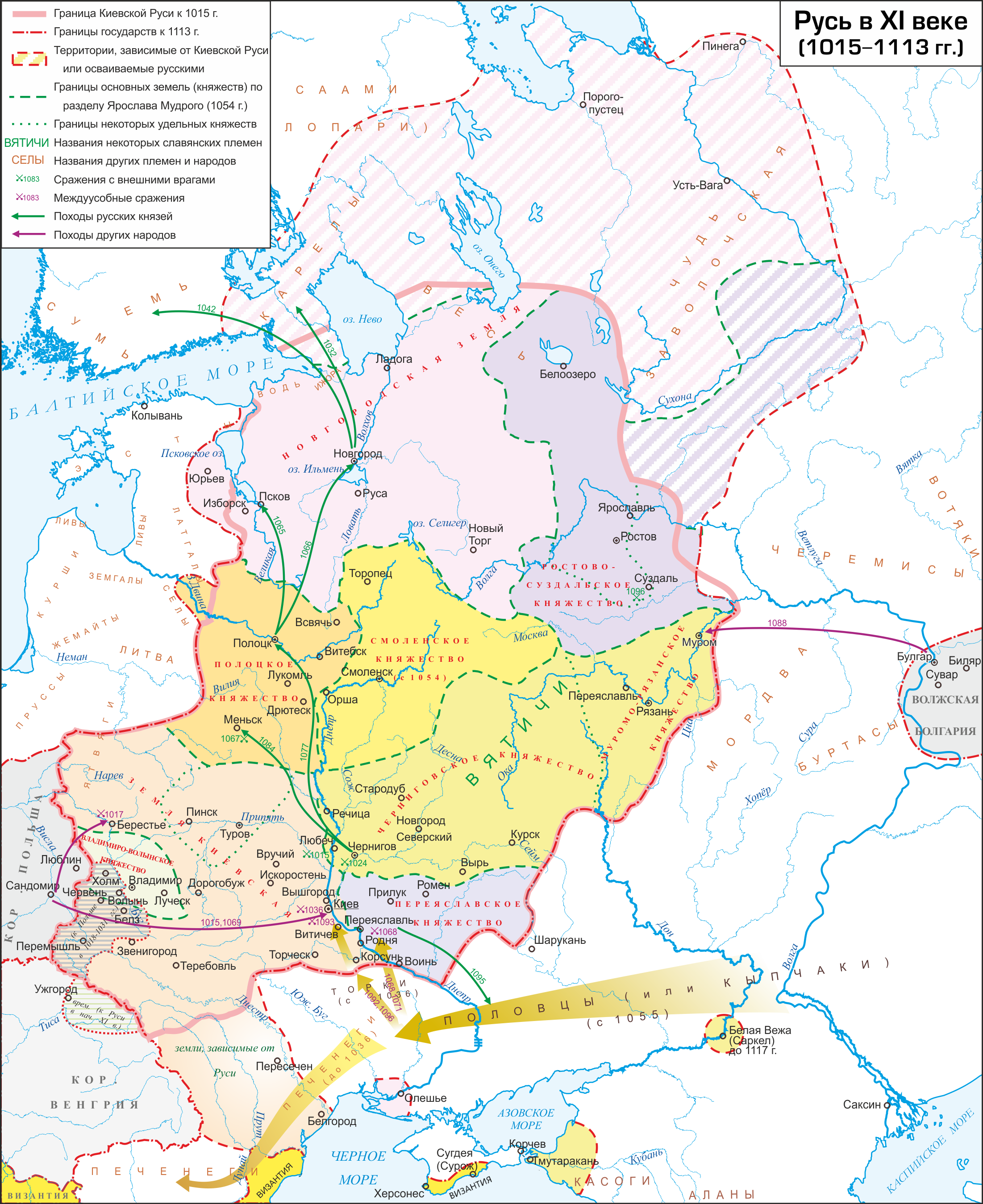
Los torki en el, entre los pechenegos y los cumanos.

Los torkil, torki o tork (en ruso: торки, торкы; en griego: Ονξοι, Ouzoi; en turco y en idioma azerí: Uzlar) fueron un pueblo túrquico emparentado con los oğuzes, que emigró a las estepas del mar Negro entre el siglo X y el siglo XIII.

## Historia
En 985, mercenarios torki tomaron parte en la campaña del príncipe Vladímir el Grande contra los búlgaros del Volga y los jázaros. A principios del siglo XI, bajo la presión de los cumanos (también conocidos como polovetsianos) por el este, los torki emigraron al río Dniéper, donde se enfrentaron a los rusos: en 1055 el príncipe Vsévolod I de Kiev combatió contra ellos para defender el principado de Pereyáslavl y en 1060 fueron atacados por campañas de los príncipes Iziaslav, Vsévolod y Vseslav de Pólotsk. En el siglo XII aún se halla a los torki en el Don. En 1116, junto con los pechenegos se enfrentaron durante dos días contra los cumanos y las fuerzas de Vladímir II Monómaco. En 1121, Vladímir expulsa de la Rus a los berendéi, mientras los torki y los pechenegos se retiraban a su vez. Una parte de los torki, aún en el siglo XII, retornan al Don, ocupan las tierras del río Ros y someten a los príncipes locales tomando como capital la ciudad de Tórchesk. Otro grupo de torki se instaló en la orilla izquierda del Dniéper, reconociéndose como vasallo del príncipe de Pereyáslavl. Según las informaciones del siglo XII, habrían ocupado la ciudad de Báryshivka. Una parte de los torki pasaría el Danubio y se integraría en el Imperio bizantino.
Los torki que se establecieron en el Ros y en Pereyáslavl formarían parte del conjunto de pueblos túrquicos vasallos conocidos por el nombre de Chorni Klobuki ("Sombreros negros", Karakalpak en turco). Como miembros de esa alianza ayudaron a defender la Rus de Kiev de los cumanos y participaron en las campañas militares de los príncipes de Kiev. Uno de los líderes aliados fue Kuntug'di, mencionado por los anales rusos o létopis, que también mencionan a Voibor Neguechévich. Durante la invasión de Batu Kan en 1240, la región del Ros fue saqueada. Numerosos tártaro-mongoles se asentaron en el Volga, y el resto de torki se asimiló a la población local eslava.
Los torki dejaron multitud de huellas en la toponimia de Ucrania: ríos Kazenni Toréts y Torch, las localidades Torki, Tórkiv, Toretske, Torchin, Torchitsia, Tórchesk, Toretsk, lo que muestra como han tenido un papel en la formación del pueblo ucraniano.